# Uropyxis
Uropyxis is een geslacht van schimmels behorend tot de familie Uropyxidaceae. De typesoort is Uropyxis amorphae. De wetenschappelijke naam van het geslacht werd voor het eerst in 1875 geldig gepubliceerd door botanicus Joseph Schröter (1837-1894).

## Soorten
Het geslacht telt in totaal 20 soorten (peildatum oktober 2020):
| Soortnaam               | Auteur(s)                               | Publicatiejaar |
| ----------------------- | --------------------------------------- | -------------- |
| Uropyxis agrimoniae     | Arthur                                  | 1910           |
| Uropyxis amiciae        | Vestergr. ex H.S. Jacks. & Holw.        | 1931           |
| Uropyxis amorphae       | (M.A. Curtis) J. Schröt.                | 1875           |
| Uropyxis arisanensis    | (Hirats. f. & Hashioka) S. Ito & Muray. | 1951           |
| Uropyxis crotalariae    | Arthur                                  | 1918           |
| Uropyxis daleae         | (Dietel & Holw.) Magnus                 | 1899           |
| Uropyxis deglubens      | Magnus                                  | 1899           |
| Uropyxis diphysae       | (Arthur) Cummins                        | 1943           |
| Uropyxis farlowii       | (Arthur) J.W. Baxter                    | 1959           |
| Uropyxis heterospora    | J.F. Hennen & Cummins                   | 1973           |
| Uropyxis holwayi        | (Arthur) Arthur                         | 1934           |
| Uropyxis lagerheimiana  | Dietel                                  | 1902           |
| Uropyxis naumanniana    | Magnus                                  | 1892           |
| Uropyxis nissoliae      | (Dietel & Holw.) Magnus                 | 1899           |
| Uropyxis petalostemonis | (Farl.) De Toni                         | 1888           |
| Uropyxis rickiana       | Magnus                                  | 1906           |
| Uropyxis roseana        | Arthur                                  | 1907           |
| Uropyxis steudneri      | (Magnus) Dietel                         | 1892           |
| Uropyxis stolpiana      | Magnus                                  | 1899           |
| Uropyxis wiehei         | Cummins                                 | 1956           |